# Liste der Monuments historiques in Saint-Siméon (Seine-et-Marne)
Die Liste der Monuments historiques in Saint-Siméon (Seine-et-Marne) führt die Monuments historiques in der französischen Gemeinde Saint-Siméon auf.

## Liste der Bauwerke
| Bezeichnung      | Beschreibung | Standort                 | Kennzeichnung | Schutzstatus | Datum | Bild |
| ---------------- | ------------ | ------------------------ | ------------- | ------------ | ----- | ---- |
| Kirche St-Siméon | Erbaut 1868  | Place de l’Église (Lage) | PA77000010    | Inscrit      | 1997  |      |